# Церква святого Володимира Великого (Надвірна)
Церква святого Володимира Великого — діюча мурована церква у місті Надвірна Івано-Франківської області. Парафія належить до Надвірнянського благочиння Коломийської єпархії Православної церкви України. Престольне свято — 15 липня.

## Розташування
Церква знаходиться у парку імені Івана Франка міста Надвірна.

## Історія

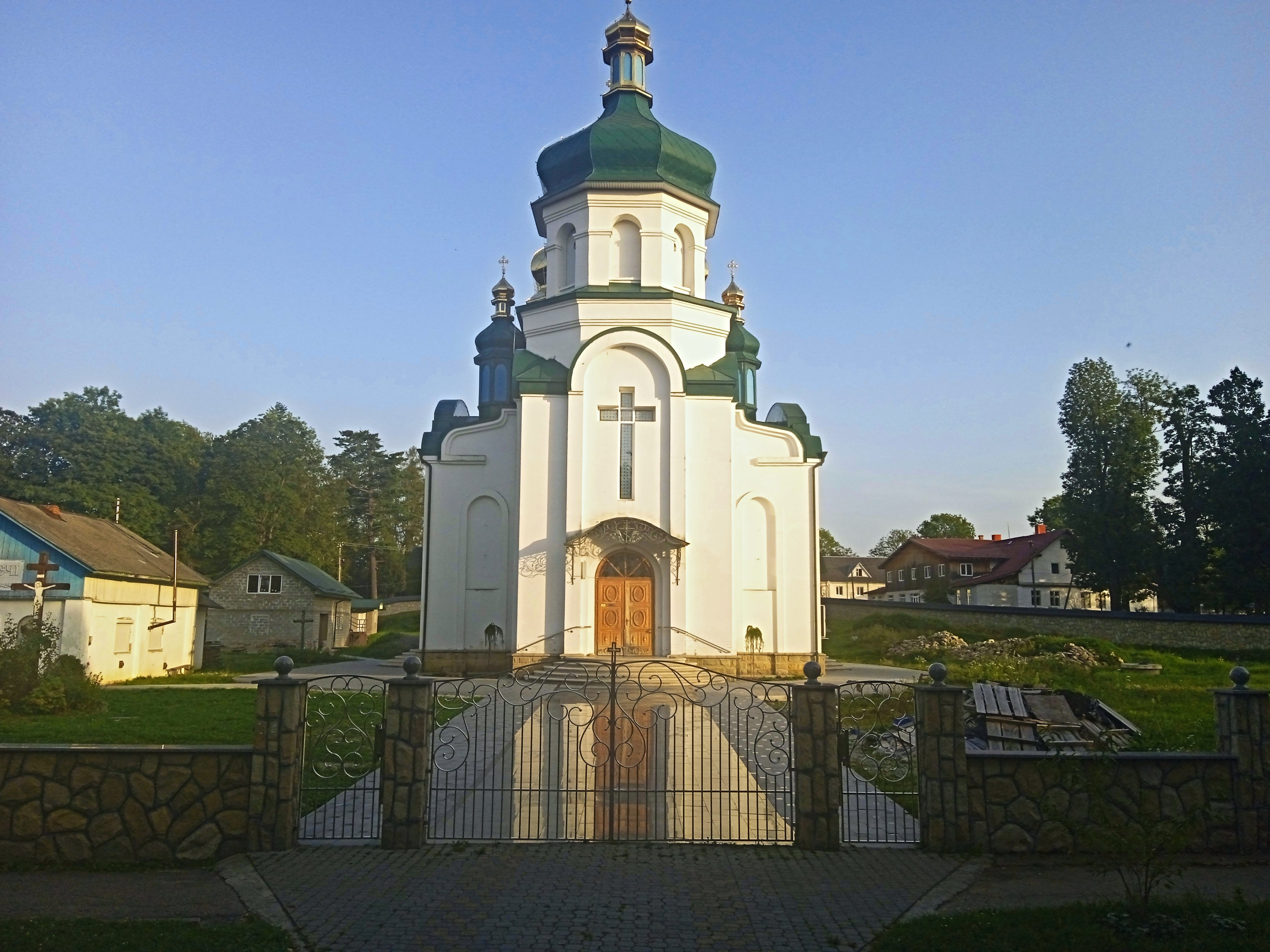
Вид спереду

31 серпня 1992 року Івано-Франківською обласною державною адміністрацією було зареєстровано Статут (№241) православної релігійної громади міста, і вона отримала у парковій зоні міста тимчасове приміщення для звершення богослужінь.
У 1991 році церковна громада на чолі з настоятелем ієреєм Василем Щербатюком звернулася до Надвірнянської міської ради щодо виділення земельної ділянки під будівництво. Парафіяни власними силами викопали фундамент. Проєкт церкви виготовив архітектор Володимир Кочмар з проєктного інституту «Діпромісто». 
27 листопада 2001 року єпископ Іоан (Бойчук) освятив капсулу та перший камінь під будівництво церкви. 
Завдяки старанням парафіян були зібрані не лише кошти, але й будівельні матеріали: цеглу, цемент, ліс та метал. Завдяки матеріальній підтримці керівництва місцевого ПАТ «Нафтохімік Прикарпаття» було придбано всю цеглу для будівництва церкви та будинку священика, який знаходиться поруч. 
У 2004 році виготовлено та освячено, а в грудні 2005 року було встановлено куполи. Висота церкви становить 38 метрів.
23 грудня 2007 року єпископ Коломийський Іоан (Бойчук) звершив першу Божественну Літургію у церкві святого Володимира Великого. 
При церкві діє парафіяльний хор «Осанна» та Катехитична школа.
12 лютого 2017 року у церкві святого Володимира Великого відбувся перший фестиваль коляд «Різдвяний передзвін».

## Настоятелі церкви
- 1992—23 вересня 1993 — ієрей Василь Щербатюк
- 23 вересня 1993—19 грудня 1993 — ієрей Іван Микицей
- 19 грудня 1993—12 лютого 2000 — митрофорний протоієрей Мирослав Яворський
- з 12 лютого 2000 — митрофорний протоієрей Олег Траско